# Associação de Capoeira Mestre Bimba
Inicialmente denominada Centro de Cultura Física Regional, a Associação de Capoeira Mestre Bimba é um clube de capoeira regional originalmente formado por Mestre Bimba em Salvador (Bahia) no ano de 1932. A Associação possui filiais em sete países: Japão, Estados Unidos, Rússia, Canadá, Polônia, Inglaterra e Ucrânia.

## Fundação
Após desenvolver a luta regional baiana (ou capoeira regional) a partir da mistura entre a capoeira tradicional e o batuque, Mestre Bimba cria o então denominado Centro de Cultura Física Regional no bairro do Pelourinho em 1932. Devido à prática da capoeira ter sido considerada crime até o ano de 1937, o Centro de Cultura Física Regional somente é oficializado no dia 9 de junho de 1937.
Após a morte de Mestre Bimba, um de seus discípulos chamado Mestre Vermelho 37 deu continuidade ao trabalho de Bimba e alterou o nome do Centro para Associação de Capoeira Mestre Bimba no dia 2 de julho de 1975 - mesma data em que é celebrada a Independência do Brasil na Bahia.

## Dias Atuais
Atualmente, a Associação possui o objetivo de difundir a prática da capoeira como desporto, paradesporto, história (abordando aspectos identitários da de matriz afro-brasileira), cultura, lazer comunitário e o seu reconhecimento como difusor cultural. Atualmente a associação é dirigida pelo Mestre Bamba, o qual foi discípulo do Mestre Vermelho 37.
Mais de quarenta franquias estão localizadas ao redor do mundo representando a Associação, sendo presentes em sete países: Japão, Estados Unidos, Rússia, Canadá, Polônia, Inglaterra e Ucrânia. Porém, Mestre Bamba definiu que todas elas precisam ser representadas por pessoas que já conheceram a sede no Pelourinho.

## Ligações Externas
- Associação de Capoeira Mestre Bimba